# Brünzow
Brünzow est une commune de l'arrondissement de Poméranie-Occidentale-Greifswald, Land de Mecklembourg-Poméranie-Occidentale.

## Géographie
Brünzow se situe entre Greifswald et Wolgast, le long de la baie de Greifswald, sur la mer Baltique.
La commune est composée des quartiers de Brünzow, Kräpelin, Stilow, Stilow-Siedlung, Vierow et Klein Ernsthof.
Le territoire est traversé par la Bundesstraße 109 entre Greifswald et Lubmin, amenant à Berlin.

## Histoire
Le village de Kräpelin est mentionné pour la première fois en 1271 sous le nom de "Trepelin". Le nom d'origine slave signifierait "renâcler" ou "râler". Le nom de "Cropelin" paraît en 1302. Le "ä" est visible en 1702. Toutefois il y a toujours pu avoir des confusions avec Kröpelin.
Stilow est mentionné en 1248 sous le nom de "Stylogh", nom d'origine slave signifiant probablement "sombre, brun". Stilow-Siedlung forme une même entité depuis 1957.
Vierow est mentionné en 1264 sous le nom de "Wiroch", nom slave signifiant "tourbillon de l'eau".

## Légende de Vierow
Brand, un paysan porémanien de Vierow, vit simplement à l'entrée du village. Une nuit, il entend dans un rêve une voix. Elle lui demande d'aller à Stettin, où il trouvera le pont pour sa chance. Il s'y rend et rencontre un soldat. Le soldat lui demande ce qu'il fait sur le pont. Brand lui raconte son rêve. Le soldat rit et lui raconte le même rêve : il doit aller à Vierow et creuser à côté de la première habitation pour y trouver la fortune. Mais il n'a ni le temps ni l'argent pour y aller et surtout ne croit pas à ce rêve. Le paysan en a assez entendu. Il revient à son village, creuse et trouve un grand trésor avec lequel il bâtit une grande maison. Elle est toujours présente à l'entrée de Vierow.